# Pseudocanthon perplexus
Pseudocanthon perplexus là một loài bọ cánh cứng trong họ Bọ hung (Scarabaeidae).